# Georg Gessner

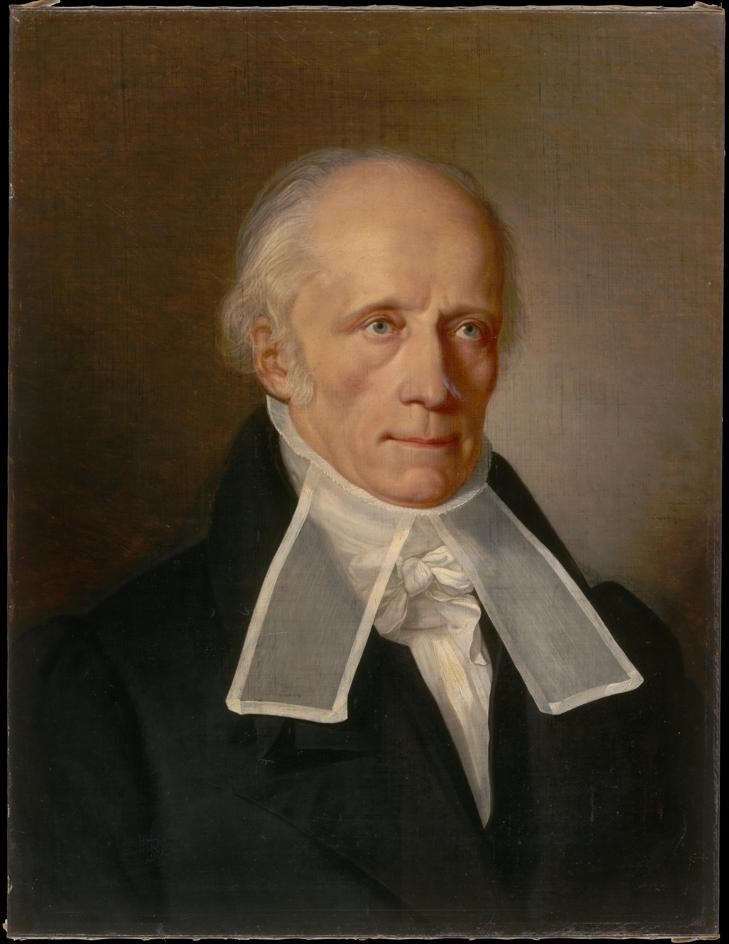
Hans Jakob Oeri: Porträt von Georg Gessner (Zentralbibliothek Zürich)

Georg Gessner (eigentlich Georg Geßner, auch Johann Georg Gessner; * 16. März 1765 in Dübendorf; † 28. Juli 1843 in Zürich) war ein Schweizer reformierter Theologe, Kirchenlieddichter und Geistlicher.

## Leben
Gessner war Sohn eines Geistlichen und studierte am Collegium Carolinum Zürich, unter anderem unter Johann Jakob Hottinger und Johann Jakob Steinbrüchel. Seine Ordination als Geistlicher erfolgte 1787, anschliessend war er zunächst als Geistlicher in seinem Heimatort tätig. 1791 kam er als Diakon an das Waisenhaus in Zürich, an dem er 1794 zum Pfarrer aufstieg. 1795 wechselte er als Diakon an das Fraumünster in Zürich, an dem er 1799 zum Pfarrer aufstieg.
Gessner wurde 1799 neben seiner Tätigkeit als Geistlicher auch Professor für praktische Theologie. Nachdem er zunächst Privatvorlesungen auf diesem Gebiet gehalten hatte, wurde er zum ersten Professor in praktischer Theologie an der Hochschule. 1828 stieg er zum Antistes der Zürcher Kirche auf und wurde Pfarrer am Grossmünster. Daneben war er als Schulherr und Erziehungsrat tätig. 1834 erhielt er die Ehrendoktorwürde der Universität Zürich. 1837 trat er in den Ruhestand.
Gessner gehörte 1812 zu den Mitbegründern der Zürcher Bibelgesellschaft und 1819 der Missionsgesellschaft. Ausserdem stand er der Erweckungsbewegung nahe.

## Werke (Auswahl)
- 12 christliche Lieder für die lieben Kinder im Zürcherschen Waisenhause, 1795.
- Morgenstunden. Ziegler u. Söhne, Zürich 1797.
- Johann Kaspar Lavaters Lebensbeschreibung, 3 Bände, Steiner, Winterthur 1802–1803.
- Wahre Züge aus dem Bilde einer Stillen im Lande, Steiner, Winterthur 1817.
- Noah oder die Arche, Müller, Basel 1823.
- Blicke auf das Leben und Wesen des verewigten Johann Jakob Heß, Zürich 1829.
- Mahnungen der Zeit, Meyer, Zürich 1839.